# Zoo di Songkhla
Lo zoo di Songkhla è un giardino zoologico situato a Songkhla, in Thailandia, nel quartiere di Muang. Inaugurato nel maggio 1989 dall'Organizzazione dei giardini zoologici della Thailandia, ricopre una superficie di 1,5 km² e ospita circa 700 animali tra cui specie molto rare come il gatto di Temminck, secondo l'ISIS, ma anche tapiri asiatici, tigri e numerose specie di scimmie.